# Хипократ са Коса
Хипократ са Коса (стгрч. Ἱπποκράτης ὁ Κῷος; Кос, 460. п. н. е — Лариса, 370. п. н. е), познат и као Хипократ II, био је старогрчки лекар из Перикловог доба (класична Грчка), а сматра се једном од најзначајнијих личности у историји медицине. Често се назива „Оцем медицине” у знак признања за његов допринос медицини као оснивача Хипократове медицинске школе. Ова интелектуална школа извршила је револуцију медицине у старој Грчкој, успостављајући је као дисциплину која се разликује од других области са којима је традиционално била повезана (теургија и филозофија), успостављањем медицине као професије.
Међутим, достигнућа писца Корпуса, практичара Хипократове медицине и дјела самог Хипократа су често помијешана; веома се мало зна о томе шта је Хипократ мислио, писао и радио. Хипократ је обично приказан као узор античког љекара, а приписује му се и састављање Хипократове заклетве, која је још увијек релевантна и дан-данас се користи. Веома је заслужан за велики напредак системског истраживања клиничке медицине, сакупљању медицинског знања из претходних школа и прописивању пракси љекарима кроз Хипократов корпус и остале радове.

## Биографија
Историчари се слажу да је Хипократ рођен око 460. године п. н. е. на грчком острву Кос; друге биографске информације су, међутим, вероватно нетачне.
Соран из Ефеса, грчки лекар из 2. века, је био први Хипократов биограф и извор је за већину личних података о Хипократу. Касније биографије налазе се у Суди из 10. века нове ере, као и у делима Јована Цецеса, која датирају из 12. века нове ере. Хипократ се успутно помиње у списима двојице савременика: у Платоновим дијалозима Протагора и Федро, и у Аристотеловој Политици, делима из 4. века пре нове ере.
Соран је писао да је Хипократов отац био Хераклид био лекар, а мајка Пракситела, Тизанова ћерка. Два Хипократова сина, Тесал и Дракон, и његов зет, Полиб, били су његови ученици. Према Галену, Полиб је био Хипократов прави наследник, док су Тесал и Дракон имали по једног сина по имену Хипократ (Хипократ III и IV).
Соран је наводио да је Хипократ стекао медицинско знање од свог оца и деде (Хипократ I), и да је учио друге предмете са Демокритом и Горгијом . Хипократ је вероватно био обучен у асклепиеиону на Косу, и узео је лекције од трачког лекара Херодија из Селимбрије. Платон помиње Хипократа у два своја дијалога: у Протагори, Платон описује Хипократа као „Хипократа са Коса, Асклепијада“; док у Федру, Платон сугерише да је „Хипократ Асклепијад“ мислио да је потпуно познавање природе тела неопходан предуслов за бављење медицином. Хипократ је читавог живота предавао и бавио се медицином, путујући барем до Тесалије, Тракије и Мраморног мора . Постоји неколико различитих извештаја о његовој смрти. Умро је, вероватно у Лариси, у 83., 85. или 90. години, иако неки кажу да је доживео много више од 100 година.

## Хипократова теорија
Хипократ се сматра за прву особу која је веровала да су болести узроковане природним путем, а не због сујеверја и богова. Питагорини ученици су наводили да је он удружио области филозофије и медицине. Одвојио је медицинску дисциплину од религије, верујући и тврдећи да болест није казна коју су нанели богови, већ производ фактора околине, исхране и животних навика. У целини Хипократовог корпуса нема ни једног помена о некој мистичној болести. Међутим, Хипократ је имао многа уверења која су била заснована на нетачној анатомији и физиологији, као што је хуморизам.
Медицина у време Хипократа није знала скоро ништа о људској анатомији и физиологији због грчког табуа који је забрањивао сецирање људи. Книдијанска школа стога није успела да разликује када је једна болест изазвала многе могуће серије симптома. Хипократова школа или школа Коан постигла је већи успех применом општих дијагноза и пасивних третмана. Његов фокус је био на бризи о пацијентима и прогнози, а не на дијагнози. Могао је ефикасно да лечи болести и омогућио велики развој у клиничкој пракси.

### Криза
Важан концепт у Хипократовој медицини био је концепт кризе, тачке у напредовању болести у којој би или болест почела да односи превагу и пацијент би умирао, или би се десило супротно и природни процеси би учинили да се пацијент опорави. После кризе може уследити рецидив, а затим још једна одлучујућа криза. Према овој доктрини, кризе обично настају у критичним данима, који би требало да буду одређено време након контракције болести. Ако се криза догоди на дан који је далеко од критичног дана, може се очекивати рецидив. Гален је веровао да је ова идеја настала од Хипократа, иако је могуће да је настала пре његовог професионалног рада.
Терапијски приступ који је заступао се заснивао на „исцељујућој моћи природе“ (vis medicatrix naturae на латинском). Према овој доктрини, тело у себи садржи моћ да поново уравнотежи четири хумора и само себе излечи. Хипократова терапија се фокусирала на једноставно ублажавање овог природног процеса. У том циљу, Хипократ је веровао да су „одмор и имобилизација [били] од великог значаја“. Уопште, Хипократова терапија је био веома благонаклона према пацијенту; третман је био нежан, и наглашено да је пацијент чист и стерилан. На пример, на ранама је увек коришћена само чиста вода или вино, иако је „суво“ лечење било пожељније. Понекад су се користили умирујући балзами.
Хипократ није био вољан да даје лекове и ангажује се у специјализованом лечењу; примењивао је уопштено терапију генерализована терапија је уследила након генерализоване дијагнозе. Неки од  општих третмана које је прописивао су пост и конзумација мешавине меда и сирћета. Хипократ је једном рекао да јести када си болестан значи хранити своју болест. Међутим, у одређеним приликама су коришћени моћни лекови. Овај пасивни приступ био је веома успешан у лечењу релативно једноставних обољења као што су ломови костију, што је захтевало вучу да би се скелетни систем истегнуо и смањио притисак на повређено подручје. У ту сврху коришћена је Хипократова клупа и други уређаји.
У Хипократово време сматрало се да је грозница болест сама по себи. Хипократ је лечио пацијенте са грозницом тако што их је изгладњивао, верујући да је „гладовање“ од грознице начин да се болест неутралише.
Једна од предности Хипократове медицине био је нагласак на прогнози (гр. πρόγνωσις). У Хипократово време, медицинска терапија је била прилично незрела, и често је најбоља ствар коју су лекари могли да ураде била је да процене болест и предвиде њено вероватно напредовање на основу података прикупљених кроз детаљне историје болести.

## Професионализам
Хипократова медицина била је позната по строгом професионализму, дисциплини и ригорозној пракси. Хипократова дела препоручује да лекари увек одржавају добру хигијену, да буду поштени, смирени, да имају разумевања и да буду озбиљни. Хипократов лекар је посветћивао велику пажњу свим аспектима свог рада: следио је детаљне спецификације везане за „осветљење, особље, инструменте, позиционирање пацијента и технике превијања и удисања“ у древној операционој сали. Чак је и нокте држао тачно одређене дужине.
Хипократова школа је дала значај клиничким доктринама посматрања и документовања. Ове доктрине налажу да лекари забележе своје налазе и своје медицинске методе на веома јасан и објективан начин, тако да се ови записи могу пренети и користити од стране других лекара. Хипократ је пажљиво, редовно бележио многе симптоме укључујући тен, пулс, грозницу, болове, покрете и излучевине. Речено је да је мерио пулс пацијенту када је узимао историју болести да би открио да ли пацијент лаже. Хипократ је проширио разматрања при давању дијагнозе и укључио је породичну историју и окружење. „Њему медицина дугује уметност клиничког прегледа и посматрања.

## Директни доприноси медицини
Хипократ и његови следбеници први су описали многе болести и медицинска стања. Хипократ је такође био први лекар који је описао Хипократово лице у Прогнози. Шекспир алудира на овај опис када пише о Фалстафовој смрти у Хенрију V.
Хипократ је почео да категорише болести као акутне, хроничне, ендемске и епидемијске, и користи изразе као што су „погоршање, рецидив, разрешење, криза, пароксизам, врхунац и реконвалесценција“. Још један од најважнијих Хипократових доприноса може се наћи у његовим описима симптоматологије, физикалних налаза, хируршког лечења и прогнозе емпијема торакалног коша, односно нагнојавања слузнице грудног коша. Његова учења остају релевантна за данашње студенте плућне медицине и хирургије. Хипократ је први документовани хирург грудног коша и његови налази и технике, иако несофистицирани, као што је употреба оловних цеви за дренирање апсцеса грудног коша, још увек су валидни.
Хипократова школа медицине је добро описала болести људског ректума и процес лечења, упркос лошој теоријској основи. За хемороиде су веровали да су узроковани вишком жучи и слузи. Хипократови лекари су лечили хемороиде на релативно напредне начине. Каутеризација и хиругија описани су у Хипократовом корпусу, поред пожељних метода: подвезивања хемороида и сушења врелим гвожђем. Предлажу се и други третмани као што је наношење разних мелема. Данас „лечење [хемороида] још увек укључује спаљивање, стезање и исецање“. Такође, неки од основних концепата проктоскопије који су наведени у Корпусу су још увек у употреби. На пример, употреба ректалног спекулума, разматра се у делима Хипократа. Ово представља најраније забележено спомињање ендоскопије. Хипократ је често користио модификације начина живота као што су исхрана и вежбање за лечење болести као што је дијабетес, што је и данас актуелно.
Две изреке које се често приписују Хипократу иако вероватно нису његова мисле су: „Нека храна буде ваш лек, а лек ваша храна“ и „Ходање је човеков најбољи лек“. Тачно порекло оба цитата је непознато.

## Хипократов корпус
Хипократов корпус (латински: Corpus Hippocraticum) је збирка од око седамдесет раних медицинских радова прикупљених у Александријској Грчкој. Написан је на јонском грчком. На питање да ли је сам Хипократ био аутор неке од расправа у корпусу није коначно одговорено, али се модерна дебата врти око само неколико расправа за које се сматра да су његови аутори. Због разноликости тема, стилова писања и очигледног датума изградње, Хипократов корпус није могао да напише једна особа (Ермеринс има деветнаест аутора). Вероватно је да су све медицински радове библиотекари у Александрији класификовали као Хипократове, иако су вероватно део написали његови ученици и следбеници.
Корпус садржи уџбенике, предавања, истраживања, белешке и филозофске есеје о различитим темама у медицини, без посебног редоследа. Ова дела су писана за  професионалнце као и лаике, а понекад садже тврдње које су у контрадикцији са другим радовима садржаним у склопу корпуса.

### Хипократова заклетва
Хипократова заклетва, основни документ о етици медицинске праксе, приписивана је Хипократу у периоду антике, премда нове информације показују да је можда написана након његове смрти. Ово је вероватно најпознатији документ Хипократовог корпуса. Недавно је под лупом дошла аутентичност аутора документа. Иако се заклетва данас ретко користи у свом изворном облику, она служи као основа за друге, сличне заклетве и законе који дефинишу прикладну медицинску праксу и морал. Сличне заклетве полажу и савремени студенти медицине

## Наслеђе
Иако Хипократ није основао медицинску школу названу по њему, нити је написао већину расправа које му се приписују, он се традиционално сматра „оцем медицине“. Његов допринос револуционирао је медицинску праксу; али после његове смрти напредак у медицини је опао. Хипократ је био толико поштован да су његова учења углавном схваћана као изузетна и да није могуће да се побољша, дуго времена није било значајнијег унапређења његових метода. Вековима након Хипократове смрти обележени су колико ретроградним кретањем, тако и даљим напредовањем. На пример, после Хипократовог периода, пракса узимања  историје болести је замрла.
После Хипократа, још један значајан лекар био је Гален, Грк који је живео од 129. до 200. године нове ере. Гален је овековечио традицију Хипократове медицине, и донео је  неке помаке у струци, али и назадовање. У средњем веку, исламски свет је усвојио Хипократове методе и развио нове медицинске технологије. Након европске ренесансе, Хипократове методе су поново оживеле у западној Европи и још више су биле заступљене 19. веку. Међу онима који су користили Хипократове ригорозне клиничке технике били су најугледнији европски лекари.
Према Аристотеловом сведочењу, Хипократ је био познат као Велики Хипократ. Што се тиче његовог карактера, Хипократ је најпре приказан као „љубазан, достојанствен, стари сеоски лекар“, а касније као „строг и одвратан“. Он се свакако сматра мудрим, веома интелектуалним и посебно практичним човеком.
Неки клинички симптоми и обољења су именовани по Хипократу јер се верује да је он прва особа која их је описала. Хипократово лице је промена на лицу коју изазива смрт, или дуга болест, прекомерна евакуација, прекомерна глад и слично. Хипократови прсти су деформитет прстију и ноктију Хипократова сукусија је унутрашња бука прскања хидропнеумоторакса или пиопнеумоторакса. Хипократова клупа (справа која помаже у постављању костију пацијента) и завој у облику Хипократове капице су два уређаја названа по Хипократу. Хипократов корпус и Хипократова заклетва су такође именовани по њему. Risus sardonicus, трајни грч мишића лица, такође се може назвати Хипократов осмех. Најтежи облик губитка косе и ћелавости назива се Хипократов облик.